# Rudolf Cronstedt (arkitekt)
Curt Rudolf Gösta Cronstedt, född 10 april 1909 i Uppsala, död 19 september 1994 i Stockholm, var en svensk greve och arkitekt.

## Biografi
Rudolf Cronstedt var son till kapten Gustaf Cronstedt och Gabriella Rosenblad samt från 1937 gift med Olga Eliena och far till advokaten Claes Cronstedt.
Cronstedt avlade studentexamen i Uppsala 1927 och studerade vid Uppsala universitet 1927–1928 samt utexaminerades som arkitekt från Kungliga Tekniska högskolan 1932. Han företog ett flertal studieresor till olika europeiska länder 1923–1939. Han var anställd hos hos Ivar Tengbom 1931, vid Le Corbusier et P. Jeanneret, architectes i Paris 1932, Hakon Ahlberg 1933–1934 och hos John Åkerlund 1934–1935. Från 1934 tjänstgjorde han i Byggnadsstyrelsen 1934 samt som länsarkitekt i Stockholms län 1936. Han blev biträdande arkitekt i Flygförvaltningen 1937 och byråassistent där 1942, sektionschef 1944, var t.f. byråchef 1945–1948, blev byrådirektör i Fortifikationsförvaltningen 1953 och var avdelningsdirektör där från 1961. Han var stadsarkitekt i Vaxholms stad från 1942. För svenska generalkonsulatet i Lima i Peru ritade han ett hus. Han har även arbetat med hyreshus, villor och restaureringar.